# Нетяжук Михайло Володимирович
Михайло Володимирович Нетяжук (нар. 15 лютого 1979, м. Київ) — український політик, фастівський міський голова (з 2014 року). Безпартійний.

## Життєпис
Народився 15 лютого 1979 року в м. Києві.
Закінчив Національний університет харчових технологій. Має ступені магістра з економіки підприємства і кандидата економічних наук, автор низки наукових робіт.
Викладав на кафедрі економіки і права Національного університету харчових технологій, працював в ДП ВАТ «Київхліб» «Хлібокомбінат № 4» на посадах економіста, начальника відділу, заступника директора.
З 2007 р. — директор дочірнього підприємства ПАТ «Київхліб» «Фастівський хлібокомбінат». За час роботи на Фастівському хлібокомбінаті вдалося технічно модернізувати підприємство, що дозволило вдвічі збільшити обсяги випікання хліба, створити нові робочі місця, знизити питомі витрати енергоресурсів, розробити та впровадити у виробництво 20 нових видів продукції (деякі з них відзначені нагородами на міжнародних галузевих виставках), скоротити собівартість та підвищити прибутковість хлібокомбінату.
Реалізовував у місті Фастів ряд соціальних ініціатив, серед яких відкриття в Палаці культури кінозалу «Промінь», організація зимової ковзанки на стадіоні тощо.
З 2 червня 2014 р. — міський голова міста Фастів (обраний за результатами виборів мера міста після відставки О. Пенькового).
На місцевих виборах 2015 року обраний міським головою міста Фастів Київської області від політичної партії «Нові Обличчя».
На місцевих виборах 2020 року був переобраний головою міста Фастова.

## Нагороди
- Указом Президента України № 847/2022 від 7 грудня 2022 року, «за вагомий особистий внесок у державне будівництво, розвиток місцевого самоврядування, громадянську мужність і самовідданість, виявлені під час захисту державного суверенітету та територіальної цілісності України в умовах воєнного стану, вірність Українському народові», нагороджений орденом Данила Галицького[3].